# Cartigny (Somme)
Cartigny település Franciaországban, Somme megyében. Lakosainak száma 690 fő (2022. január 1.). Cartigny Bouvincourt-en-Vermandois, Buire-Courcelles, Doingt, Hancourt, Mesnil-Bruntel, Estrées-Mons, Tincourt-Boucly és Vraignes-en-Vermandois községekkel határos.

## Népesség
A település népességének változása:
| Lakosok száma | 747  | 756  | 773  | 745  | 730  | 715  | 704  | 695  | 690  |
|               | 2013 | 2015 | 2016 | 2017 | 2018 | 2019 | 2020 | 2021 | 2022 |